# Анрі Еммануеллі
Анрі Еммануеллі (фр. Henri Emmanuelli; 31 травня 1945, О-Бонн, Аквітанія — 21 березня 2017, Байонна, Нова Аквітанія) — французький державний і політичний діяч. Перший секретар Соціалістичної партії Франції (1994–1995), член лівого крила партії («Альтернативні соціалісти»). Президент Національних зборів Франції (1992—1993).

## Біографія
Народився в сім'ї Луї-Анжа Еммануеллі, який мав корсиканське походження та домробітниці Жюлі Шурре. Його батько, антиклерикальний комуністичний активіст Загальної конфедерації праці Франції, втратив роботу через свої політичні переконання, згодом став електриком. Він помер від удару струмом у 1958 році.
У 1965 році закінчив Інститут політичних досліджень у Парижі. Працював у фінансовій компанії Едмона Ротшильда. Був виконавчим аташе, а з 1971 по 1973 рік керівником агентства в Банку Паризького союзу. У 1974 — 1977 роках був уповноваженим представником, потім — заступником директора Французької компанії кредитних історій та банків. У ці роки став масоном, залишивши його через п'ять років. Він продовжував свою професійну діяльність на керівних посадах у Rothschild Bank.
Член Соціалістичної партії Франції з 1971 року.

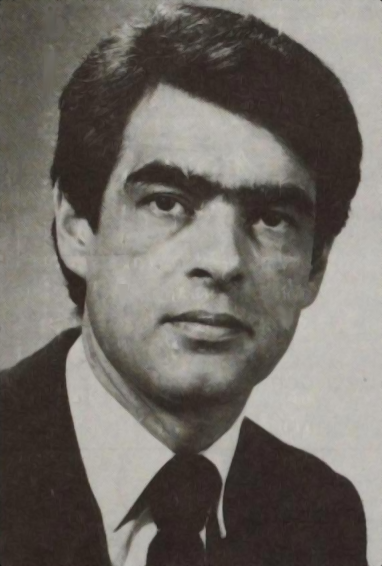
Анрі Еммануеллі у 1981 році.

У березні 1978 року був вперше обраний депутатом Національних зборів по третьому виборчому округу департаменту Ланди. Переобирався в 1986 — 1997 роках і з 2000 року).
З 1982 року — голова генеральної ради департаменту Ланди.
З 1981 по 1986 рік працював в урядах П'єра Моруа та Лорана Фабіуса. До 1983 року обіймав посаду державного секретаря у Заморському департаменті Франції. З 1983 по 1986 рік — державний секретар з питань бюджету та споживання.
Потім повернувся до партійної роботи, 1988 року був призначений національним секретарем Соціалістичної партії з питань казначейства та координації, невдовзі був обраний до складу Національного секретаріату партії, відповідав за бюджет, адміністрацію та казначейство. У період гострої внутрішньопартійної боротьби (1990) підтримував П'єра Моруа та Ліонеля Жоспена у протистоянні з Лораном Фабіусом. У жовтні прихильники Фабіуса заболотували Еммануелі як кандидата на пост президента соціалістичної групи Національних зборів.
З 1992 по 1993 рік був головою Національних зборів. У 1994–1995 роках — Першим секретарем Соціалістичної партії Франції. У цей час відбулися президентські вибори 1995 року, на яких претендент від соціалістів Ліонель Жоспен програв Жак Шираку. У жовтні 1995 року склав із себе повноваження Першого секретаря на користь Жоспена.
У грудні 1997 року судом був визнаний винним в організації незаконного фінансування Соціалістичної партії та засуджений до 1,5 років умовного строку, а також до дворічної заборони перебування на державній службі. Під час повторного розгляду справи у жовтні 1998 року був звільнений без пред'явлення звинувачення. Повернутися в політику зміг лише 2000 року.
У 1997 і 2000—2002 роках був головою комісії з фінансів Національних Зборів Франції.
До смерті Франсуа Міттерана був його вірним прихильником, виступав проти зростаючого впливу партії соціально-ліберальних тенденцій. Був лідером внутрішньопартійної фракції «Новий світ», яка була заснована в 2002 році з метою знову повернути курс французьких соціалістів вліво. У рамках референдуму щодо Конституції Євросоюзу (2005) виступав «проти» її схвалення, у чому різко розійшовся з керівництвом Соцпартії, яка після внутрішньої боротьби виступила «за». Разом із Жаном-Люком Меланшоном та Лораном Фабіусом брав участь у спробах об'єднати ліве крило партії під назвою «Альтернативні соціалісти». На позачерговому з'їзді Соціалістичної партії у Ле-Мані у листопаді 2005 року був одним із лідерів лівої фракції Нова соціалістична партія — За соціалістичну альтернативу.
З 2001 року і до кінця життя знову обіймав посаду президента генеральної ради департаменту Ланд. У березні 2015 року його було обрано радником департаменту кантону Кото-де-Шалосс.
Підтримував добрі стосунки з президентом Венесуели Уго Чавесом.
7 липня 2011 року в Національній асамблеї стався скандал, коли Еммануеллі показав середній палець прем'єр-міністру Франсуа Фійону під час обговорення питання про податкову реформу.
Еммануеллі помер 21 березня 2017 року в медичному центрі в Байонні, Атлантичні Піренеї від ускладнень гострого бронхіту у віці 71 року.

## Сім'я
У 1967 році він одружився з вчителькою фізкультури Антонією Гонсалес (дочкою іспанського льотчика-республіканця), в сім'ї народилися син Антуан і дочка Летиція.
У 2000-х роках його супутницею була дочка журналіста Івона Самуеля.

## Публікації
- Plaidoyer pour l'Europe, Éditions Flammarion, juillet 1992. (A Plea for Europe)
- Citadelles interdites, ed. Ramsay, 2000 (roman). (Forbidden Citadels)